# Mohamed El Shenawy
Mohamed El Sayed Mohamed El Shenawy Gomaa (Arabisch: محمد السيد محمد الشناوي جمعة) (El Hamool (Gouvernement Kafr el Sheikh), 22 december 1988) is een Egyptische professionele voetballer die als doelman speelt voor Al-Ahly en het nationale elftal van Egypte.
El Shenawy wordt beschouwd als een van de beste Egyptische keepers van aller tijden. Als keeper van de topclub werd hij 4 opeenvolgende keren landskampioen van de Egyptische Premier League en won hij 3 CAF Champions League-titels.

## Clubcarrière
El Shenawy begon met keepen in het jeugdteam van zijn thuisclub El Hamoul SC, waarna hij in 2002 de overstap maakte naar de jeugdopleiding van Al-Ahly, de grootste club van Egypte. Nadat hij een groot deel van de jeugdopleiding had doorlopen, werd hij voor het seizoen 2007-08 toegevoegd aan de eerste selectie. Op 5 juni 2008 maakte El Shenawy zijn debuut in de uitwedstrijd tegen Enppi SC. In de rest van het seizoen en het seizoen erna kwam hij niet meer in actie voor de ploeg, die hem in 2009 lieten vertrekken naar Tala'ea El Gaish SC.
In de seizoenen 2009-10 en 2010-11 was El Shenawy een vaste kracht bij zijn nieuwe werkgever, maar hij verdween in het seizoen 2011-12 naar de bank en kwam slechts 3 keer in actie. Voor het seizoen 2012-13 werd hij door El Gaish uitgeleend aan Haras El Hodood.
Na zijn uitleenperiode besloot El Shenawy om niet meer terug te keren naar El Gaish, en hij maakte de overstap naar Petrojet SC. Hier werd hij opnieuw een vaste waarde onder de lat en speelde grote delen van de Premier League-seizoenen. Zijn vorm tijdens het seizoen 2015-16, waar hij elf clean sheets behaalde in tweeëntwintig optredens met een reeks van zeven wedstrijden zonder tegengoals, leidde ertoe dat zijn voormalige club Al-Ahly hem opnieuw wilde inlijven nadat hij de aandacht had getrokken van trainer Martin Jol.
In juli 2016 sloot hij zich opnieuw aan bij Al-Ahly, en hij speelde in de eerste wedstrijden van het seizoen meteen de vaste keeper Sherif Ekramy uit de goal. In zijn eerste seizoen terug in Caïro behaalde hij het hoogste percentage clean sheets van alle doelmannen in de Egyptische Premier League. Dit luidde het begin van een succesvolle periode aan voor El Shenawy en Al-Ahly. De club werd met hem tussen 2017 en 2020 vier keer op rij landkampioen van Egypte. Met de club won hij ook twee jaar achter elkaar de CAF Champions League, en werd vervolgens twee keer derde op het FIFA Club World Cup. Ook in het seizoen 2022-23 werd Al-Ahly opnieuw winnaar van de CAF Champions League.
In 2022 werd El Shenawy uitgeroepen tot 'Afrikaans Speler van het Jaar' door de Afrikaanse voetbalbond.

## Interlandcarrière
El Shenawy speelde voor het O18- en O20-elftal van het nationale team van Egypte. Vanaf 2013 ontving hij verschillende oproepen voor het seniorenelftal van Egypte, en hij maakte uiteindelijk zijn internationale debuut in een 2-1 vriendschappelijke nederlaag tegen Portugal. Na de wedstrijd kreeg hij lof voor zijn prestaties in de wedstrijd, met onder meer bondscoach Ahmed Nagy die zei "Hij had een geweldige wedstrijd; ik ben zo blij met zijn prestaties Hij verdient het om bij het nationale team te zijn."
In mei 2018 werd hij opgenomen in de voorlopige selectie van Egypte voor de WK 2018 in Rusland. Hij speelde in vriendschappelijke wedstrijden tegen Colombia en België voorafgaand aan het toernooi, en werd vervolgens gekozen als de startende keeper voor hun openingswedstrijd van het toernooi tegen Uruguay (wat pas zijn vierde interland werd). In deze wedstrijd werd hij uitgeroepen tot 'Man of the Match' ondanks de 1-0 nederlaag, maar hij weigerde de prijs in ontvangst te nemen in de spelerstunnel na de wedstrijd vanwege de sponsoring van de award door Budweiser, wat als moslim tegen zijn geloof is.
Na het WK is El Shenawy de vaste keeper van het Egyptisch elftal gebleven, en inmiddels heeft hij al 47 interlands gekeept voor het land.

## Carrièrestatistieken

### Club
Tot en met 19 september 2022
| Club                   | Seizoen        | Competitie                | Competitie | Competitie | Beker   | Beker | Andere  | Andere | Totaal  | Totaal |
| Club                   | Seizoen        | Divisie                   | Wedstr.    | Goals      | Wedstr. | Goals | Wedstr. | Goals  | Wedstr. | Goals  |
| ---------------------- | -------------- | ------------------------- | ---------- | ---------- | ------- | ----- | ------- | ------ | ------- | ------ |
| Al-Ahly                | 2007–08        | Egyptische Premier League | 1          | 0          | 0       | 0     | 0       | 0      | 1       | 0      |
| Tala'ea El Gaish       | 2009–10        | Egyptische Premier League | 21         | 0          | 2       | 0     | —       | —      | 23      | 0      |
| Tala'ea El Gaish       | 2010–11        | Egyptische Premier League | 19         | 0          | 0       | 0     | —       | —      | 19      | 0      |
| Tala'ea El Gaish       | 2011–12        | Egyptische Premier League | 3          | 0          | 0       | 0     | —       | —      | 3       | 0      |
| Tala'ea El Gaish       | Totaal         | Totaal                    | 44         | 0          | 2       | 0     | 0       | 0      | 46      | 0      |
| Haras El Hodoud (huur) | 2012–13        | Egyptische Premier League | 15         | 0          | 0       | 0     | —       | —      | 15      | 0      |
| Petrojet               | 2013–14        | Egyptische Premier League | 20         | 0          | 1       | 0     | 3       | 0      | 24      | 0      |
| Petrojet               | 2014–15        | Egyptische Premier League | 28         | 0          | 2       | 0     | —       | —      | 30      | 0      |
| Petrojet               | 2015–16        | Egyptische Premier League | 34         | 0          | 0       | 0     | —       | —      | 34      | 0      |
| Petrojet               | Totaal         | Totaal                    | 97         | 0          | 3       | 0     | 3       | 0      | 103     | 0      |
| Al-Ahly                | 2016–17        | Egyptische Premier League | 3          | 0          | 3       | 0     | 0       | 0      | 6       | 0      |
| Al-Ahly                | 2017–18        | Egyptische Premier League | 23         | 0          | 3       | 0     | 15      | 0      | 41      | 0      |
| Al-Ahly                | 2018–19        | Egyptische Premier League | 23         | 0          | 1       | 0     | 9       | 0      | 33      | 0      |
| Al-Ahly                | 2019–20        | Egyptische Premier League | 30         | 0          | 3       | 0     | 14      | 0      | 47      | 0      |
| Al-Ahly                | 2020–21        | Egyptische Premier League | 26         | 0          | 1       | 0     | 17      | 0      | 44      | 0      |
| Al-Ahly                | 2021–22        | Egyptische Premier League | 24         | 0          | 3       | 0     | 11      | 0      | 38      | 0      |
| Al-Ahly                | 2022–23        | Egyptische Premier League | 24         | 0          | 1       | 0     | 17      | 0      | 42      | 0      |
| Al-Ahly                | Totaal         | Totaal                    | 154        | 0          | 18      | 0     | 84      | 0      | 256     | 0      |
| Carrièretotaal         | Carrièretotaal | Carrièretotaal            | 270        | 0          | 16      | 0     | 69      | 0      | 358     | 0      |

### International
Tot en met 14 juni 2023
| Egypte | Egypte  | Egypte |
| Jaar   | Wedstr. | Goals  |
| ------ | ------- | ------ |
| 2018   | 9       | 0      |
| 2019   | 8       | 0      |
| 2020   | 2       | 0      |
| 2021   | 15      | 0      |
| 2022   | 10      | 0      |
| 2023   | 3       | 0      |
| Total  | 47      | 0      |

## Erelijst

### Al-Ahly
- Kampioen Egyptische Premier League: 2007–08, 2016–17, 2017–18, 2018–19, 2019–20
- Winnaar Egyptische beker: 2016–17, 2019–20, 2021–22
- Winnaar Egyptische Super Cup: 2018, 2019, 2021–22, 2022-23
- Winnaar CAF Champions League: 2019–20, 2020–21, 2022–23
- Winnaar CAF Super Cup: 2021 (mei), 2021 (december)
- 3e plaats FIFA Club World Cup: 2020, 2021

### Individueel
- CAF's 'Afrikaans Speler van het Jaar': 2022